# Associação Americana do Coração

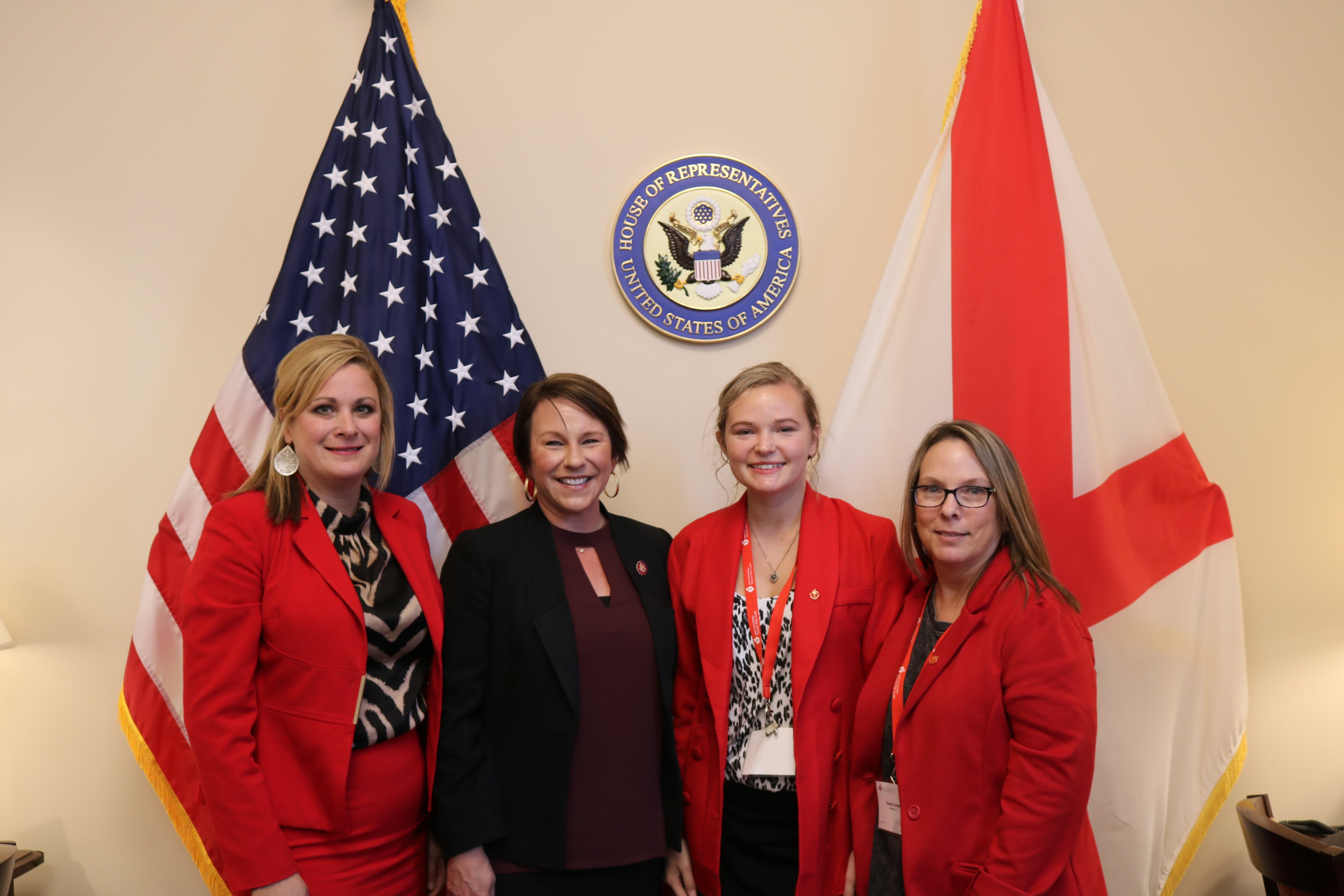
Representantes da American Heart Association em evento oficial, destacando os esforços da organização na promoção de cuidados cardíacos e na prevenção de doenças cardiovasculares.

A Associação Americana do Coração, American Heart Association em Inglês, é uma Organização sem fins lucrativos sediada nos Estados Unidos que providencia cuidados cardíacos no sentido de reduzir lesões e mortes causadas por doenças cardiovasculares e AVC.
Publica normas para a providência de suporte básico e avançado de vida, incluindo normas para a correcta execução de reanimação cardiopulmonar. A associação oferece a certificação mais largamente aceite para  suporte básico de vida. se reúne a cada 5 anos para discutir , ou modificar os protocolos de sbv e sav.
- American Hearth